# Onychomys leucogaster
Onychomys leucogaster är en däggdjursart som först beskrevs av Wied-Neuwied 1841.  Onychomys leucogaster ingår i släktet gräshoppsmöss, och familjen hamsterartade gnagare. IUCN kategoriserar arten globalt som livskraftig. Inga underarter finns listade i Catalogue of Life.
Arten når en absolutlängd av 12 till 19 cm, inklusive en 3 till 6 cm lång svans. Den väger 30 till 60 g. Pälsen har på ryggen en chokladbrun till kanelbrun färg, ibland med rosa skugga. Undersidan och svansen har en vit färg.
Denna gnagare förekommer i Nordamerika. Utbredningsområdet sträcker sig från södra Kanada (Alberta, Saskatchewan och Manitoba) över Great Plains i USA till norra Mexiko. Habitatet utgörs av prärien och andra gräsmarker, samt av buskskogar. Arten besöker även jordbruksmark.
Individerna är aktiva på natten och de går på vintern inte i ide. De äter olika ryggradslösa djur som insekter och även andra smågnagare. Onychomys leucogaster bygger underjordisk bon. Antagligen lever ensamma vuxna individer eller ett par med sina ungar i boet. Honan är 26 till 47 dagar dräktig och sedan föds tre eller fyra ungar. Under de följande två dagar parar sig honan igen.
Artens naturliga fiender utgörs av tornuggla (Tyto alba), virginiauv (Bubo virginianus), rödstjärtad vråk (Buteo jamaicensis) och olika hunddjur.